# Оберхоф (Аргау)
Оберхоф (нем. Oberhof AG) — коммуна в Швейцарии, в кантоне Аргау.
Входит в состав округа Лауфенбург.  Население составляет 569 человек (на 31 декабря 2007 года). Официальный код  —  4173.